# Blacé
Blacé est une commune française située dans le département du Rhône, en région Auvergne-Rhône-Alpes.

## Géographie

### Localisation
Blacé est située au cœur du Beaujolais et de son vignoble. Le territoire communal s'étire du plateau de Blaceret à l'est (altitude d'environ 215 m) jusqu'au col du Failly à l'ouest (altitude 673 m) et des collines boisées qui l'entoure.
| Salles-Arbuissonnas-en-Beaujolais         | Saint-Étienne-des-Oullières | Saint-Georges-de-Reneins |
| Vaux-en-Beaujolais Montmelas-Saint-Sorlin | Blacé                       |                          |
|                                           |                             | Saint-Julien             |

### Climat
Pour des articles plus généraux, voir Climat d'Auvergne-Rhône-Alpes et Climat du Rhône.
En 2010, le climat de la commune est de type climat océanique altéré, selon une étude du Centre national de la recherche scientifique s'appuyant sur une série de données couvrant la période 1971-2000. En 2020, Météo-France publie une typologie des climats de la France métropolitaine dans laquelle la commune est exposée à un climat de montagne ou de marges de montagne et est dans la région climatique  Nord-est du Massif Central, caractérisée par une pluviométrie annuelle de 800 à 1 200 mm, bien répartie dans l’année. 
Pour la période 1971-2000, la température annuelle moyenne est de 11,5 °C, avec une amplitude thermique annuelle de 17,8 °C. Le cumul annuel moyen de précipitations est de 815 mm, avec 9,8 jours de précipitations en janvier et 7 jours en juillet. Pour la période 1991-2020, la température moyenne annuelle observée sur la station météorologique de Météo-France la plus proche, « Liergues_sapc », sur la commune de Porte des Pierres Dorées à 7 km à vol d'oiseau, est de 12,1 °C et le cumul annuel moyen de précipitations est de 710,2 mm,. Pour l'avenir, les paramètres climatiques de la commune estimés pour 2050 selon différents scénarios d'émission de gaz à effet de serre sont consultables sur un site dédié publié par Météo-France en novembre 2022.

## Urbanisme

### Typologie
Au 1er janvier 2024, Blacé est catégorisée commune rurale à habitat dispersé, selon la nouvelle grille communale de densité à sept niveaux définie par l'Insee en 2022.
Elle appartient à l'unité urbaine de Saint-Étienne-des-Oullières, une agglomération intra-départementale regroupant sept  communes, dont elle est ville-centre,,. La commune est en outre hors attraction des villes,.

### Occupation des sols
L'occupation des sols de la commune, telle qu'elle ressort de la base de données européenne d’occupation biophysique des sols Corine Land Cover (CLC), est marquée par l'importance des territoires agricoles (77,7 % en 2018), en diminution par rapport à 1990 (81,5 %). La répartition détaillée en 2018 est la suivante : 
cultures permanentes (58,8 %), forêts (15,4 %), prairies (15,2 %), zones urbanisées (6,9 %), zones agricoles hétérogènes (3,7 %). L'évolution de l’occupation des sols de la commune et de ses infrastructures peut être observée sur les différentes représentations cartographiques du territoire : la carte de Cassini (XVIIIe siècle), la carte d'état-major (1820-1866) et les cartes ou photos aériennes de l'IGN pour la période actuelle (1950 à aujourd'hui).

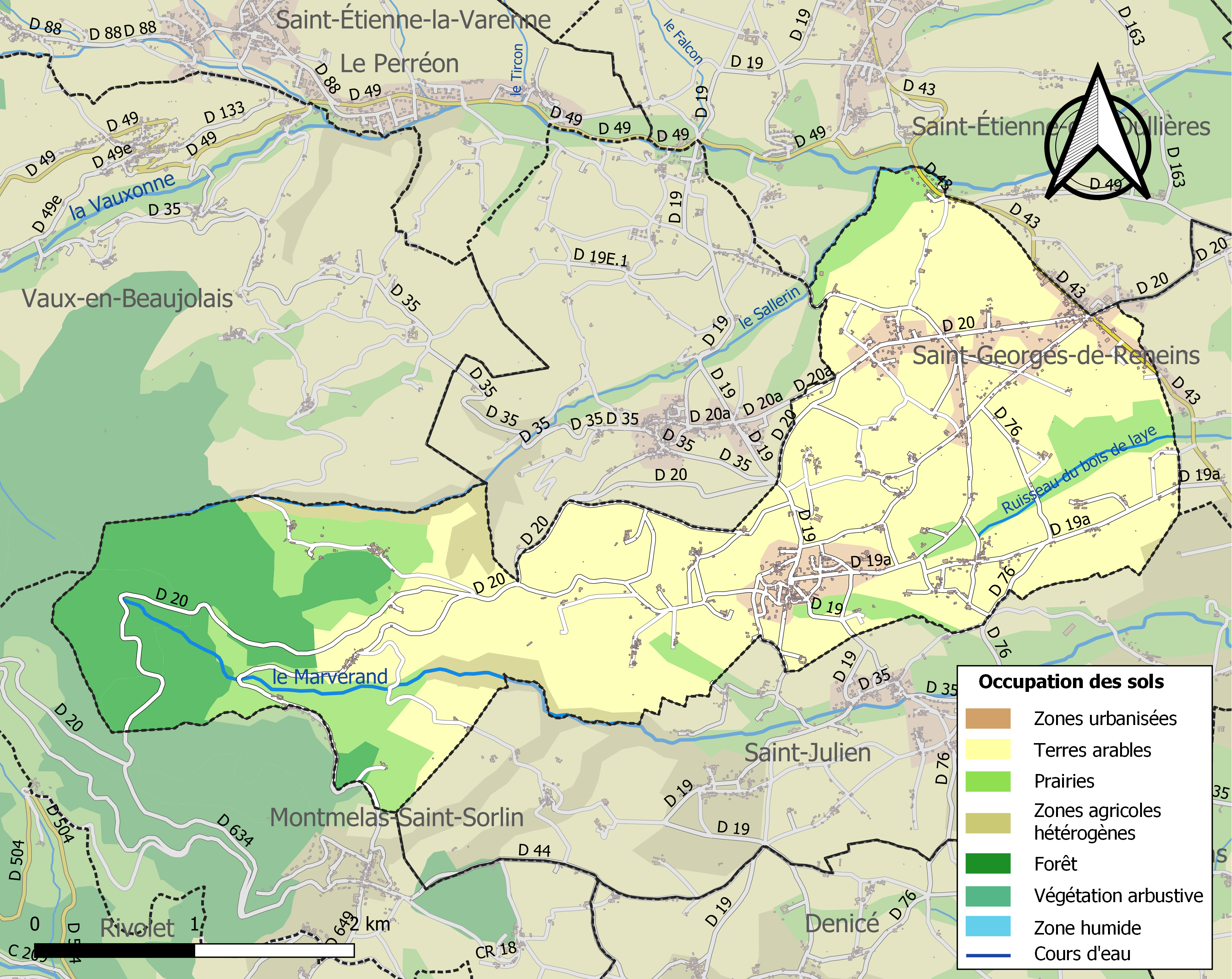
Carte des infrastructures et de l'occupation des sols de la commune en 2018 (CLC).

## Histoire
Aucune trace d'occupation n'est attestée pendant la période romaine, tant au niveau archéologique que bibliographique.
Durant la période médiévale il y avait à Blacé un monastère bénédictin fondé par les sires de Beaujeu sous le nom de Grammont. Par son testament scellé au mois de novembre 1263, Guichard V de Beaujeu léguait un revenu annuel de 40 sous viennois à ce prieuré pour honorer la mémoire de son père Humbert et de sa sœur.

## Politique et administration

### Rattachements administratifs et électoraux
La commune se trouve dans l'arrondissement de Villefranche-sur-Saône du département du Rhône. Pour l'élection des députés, elle fait partie depuis 1988 de la neuvième circonscription du Rhône.
Elle faisait partie de 1801 à 2000 du canton de Villefranche-sur-Saône, date à laquelle la commune rattachée au canton de Gleizé,. Dans le cadre du redécoupage cantonal de 2014 en France, ce canton, dont elle reste partie intégrante, est modifié.

### Intercommunalité
La commune était membre de la communauté de communes Beaujolais-Vauxonne, créée en 1996.
Celle-ci fusionne  avec la communauté d'agglomération de Villefranche-sur-Saône, la communauté de communes Beaujolais Nizerand Morgon auxquelles se rajoutent les communes de Jarnioux, Liergues et Ville-sur-Jarnioux dans le Rhône et celle de Jassans-Riottier dans l'Ain, pour former,  le 1er janvier 2014, la communauté d'agglomération Villefranche-Beaujolais-Saône., dont la commune est désormais membre.

### Liste des maires
| Période                                  | Période  | Identité         | Étiquette | Qualité        |
| ---------------------------------------- | -------- | ---------------- | --------- | -------------- |
| Les données manquantes sont à compléter. |          |                  |           |                |
| avant 1981                               | ?        | Pierre Bataille  | DVG       |                |
| mars 2001                                | 2014     | Joël Lefort      |           |                |
| mars 2014                                | 2014     | Pierre Hyvernat  |           | Démissionnaire |
| novembre 2014                            | mai 2020 | Yves Mathieu     | DVD       |                |
| 23 mai 2020                              | En cours | Fabrice Longefay |           | Enseignant     |

## Population et société

### Démographie
L'évolution du nombre d'habitants est connue à travers les recensements de la population effectués dans la commune depuis 1793. Pour les communes de moins de 10 000 habitants, une enquête de recensement portant sur toute la population est réalisée tous les cinq ans, les populations de référence des années intermédiaires étant quant à elles estimées par interpolation ou extrapolation. Pour la commune, le premier recensement exhaustif entrant dans le cadre du nouveau dispositif a été réalisé en 2007.

En 2022, la commune comptait 1 692 habitants, en évolution de +6,89 % par rapport à 2016 (Rhône : +3,93 %, France hors Mayotte : +2,11 %).
| 1793 | 1800 | 1806 | 1821 | 1831  | 1836  | 1841  | 1846  | 1851  |
| ---- | ---- | ---- | ---- | ----- | ----- | ----- | ----- | ----- |
| 560  | 560  | 879  | 993  | 1 028 | 1 015 | 1 123 | 1 181 | 1 206 |

| 1856  | 1861  | 1866  | 1872  | 1876  | 1881  | 1886  | 1891  | 1896  |
| ----- | ----- | ----- | ----- | ----- | ----- | ----- | ----- | ----- |
| 1 155 | 1 216 | 1 353 | 1 251 | 1 329 | 1 245 | 1 224 | 1 133 | 1 178 |

| 1901  | 1906  | 1911  | 1921 | 1926 | 1931 | 1936 | 1946 | 1954 |
| ----- | ----- | ----- | ---- | ---- | ---- | ---- | ---- | ---- |
| 1 161 | 1 233 | 1 118 | 960  | 937  | 915  | 835  | 805  | 945  |

| 1962 | 1968 | 1975 | 1982  | 1990  | 1999  | 2006  | 2007  | 2012  |
| ---- | ---- | ---- | ----- | ----- | ----- | ----- | ----- | ----- |
| 906  | 913  | 962  | 1 071 | 1 093 | 1 205 | 1 322 | 1 339 | 1 430 |

| 2017  | 2022  | - | - | - | - | - | - | - |
| ----- | ----- | - | - | - | - | - | - | - |
| 1 631 | 1 692 | - | - | - | - | - | - | - |

## Culture locale et patrimoine

### Lieux et monuments
- L'église de Blacé
- Le prieuré de Grammont

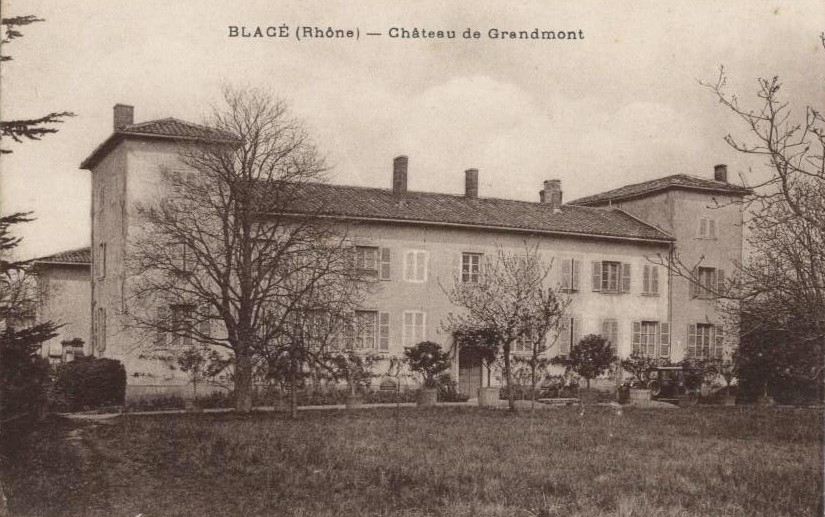
Château de Grandmont, Blacé, Rhône

- Le château de Champrenard, datant du XVe siècle, il a été remanié aux XVIIIe – XIXe siècle.
- Le château de Pravins
- Le château du Bost
- Le château de l’Hestrange
- Le château Le Savigny
- La maison « la Bessée »
- La résidence Courajod

### Personnalités liées à la commune

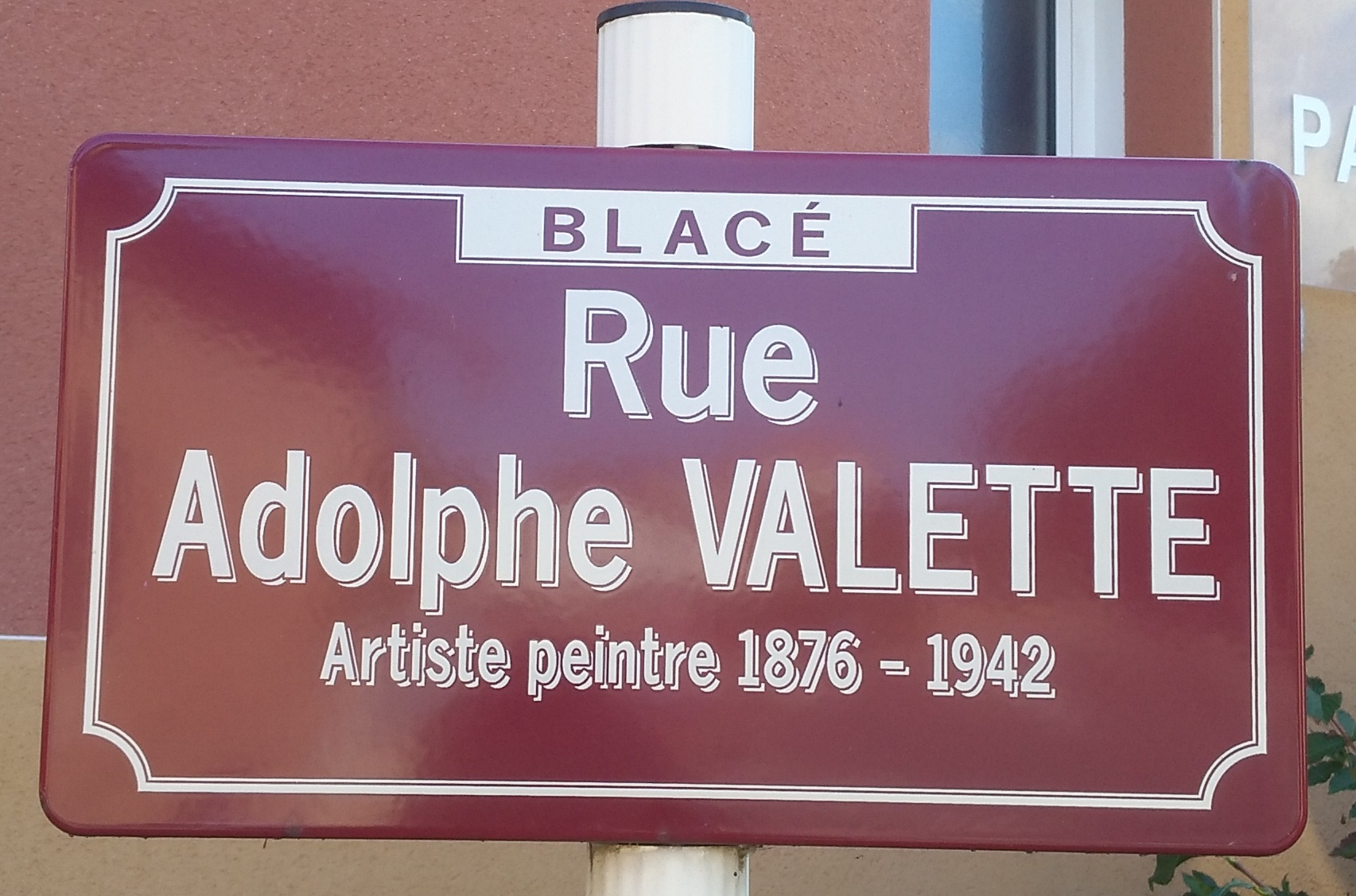

- Pierre Adolphe Valette, peintre impressionniste  né en 1876 à Saint-Étienne (Loire) est mort à Blacé. Après des études artistiques en France (École des beaux-arts de Bordeaux),  il se rendit en Grande-Bretagne,  il séjourna à Manchester où il peignit et enseigna près d'un quart de siècle avant de rentrer en France et habiter Blacé des années 30 jusqu'à sa mort en 1942.
- L'égyptologue Pierre Montet (1885-1966), célèbre pour avoir découvert plusieurs tombes inviolées de pharaons, a habité la commune de Blacé dans une maison de famille, « Le Crépy » située au hameau du Quart.
- Lucien Degoutte (1907-1963), député du Rhône, né à Blacé.